# Ленджини
Ленджѝни (на полски: Lędziny; на немски: Lendzin) е град в Южна Полша, Силезко войводство, Берунско-Ленджински окръг. Административно е обособен като самостоятелна градска община с площ 31,65 км2.

## Население
Според данни от полската Централна статистическа служба, към 31 декември 2014 г. населението на града възлиза на 16 749 души. Гъстотата е 529 души/км2.

## Градове партньори
Към 18 август 2015 г. Ленджини има сключени договори за партньорство с три града.
- Ревуца, Словакия
- Рокагорга, Италия
- Уничов, Чехия